# Croton yavitensis
Espèce
Croton yavitensis est une espèce de plantes à fleurs du genre Croton et de la famille des Euphorbiaceae, présente dans l'État vénézuélien d'Amazonas.